# 伊藤駿太 (俳優)
伊藤 駿太（いとう しゅんた、2010年10月25日 - ）は、日本の子役｡ クラージュキッズ所属 。

## 出演

### テレビドラマ
- 偽装の夫婦（2015年、日本テレビ）
- ハッピー・リタイアメント（2015年、テレビ朝日）
- 山本周五郎人情時代劇「泥棒と若殿」（2016年2月9日、BSジャパン）
- 水族館ガール（2016年、NHK）
- 砂の塔〜知りすぎた隣人（2016年10月14日 - 12月16日、TBS） - 尾野悠太 役[2]
- バイプレイヤーズ 〜もしも6人の名脇役がシェアハウスで暮らしたら〜 第7話（2017年2月18日、テレビ東京） - いじめっこ3 役
- 貴族探偵 第4話（2017年5月8日、フジテレビ）- イヅナ様 役
- ウルトラマンジード 第6話（2017年8月12日、テレビ東京）
- トットちゃん!（2017年10月 - 12月、テレビ朝日） - 黒柳明児 役
- オーファン・ブラック～七つの遺伝子～（2017年12月2日 - 2018年1月27日、フジテレビ）- 木村仙之介 役
- PTAグランパ2！（2018年4月8日 - 5月27日、NHK BSプレミアム）- 宇田川亨 役
- グッド・ドクター（2018年7月12日 - 9月13日、フジテレビ）- 新堂湊（幼少期）役
- 獣になれない私たち 第8話（2018年11月28日、日本テレビ）- 根本恒星（幼少期）役
- みかづき 第1話（2019年1月26日、HNK） - 井上駿太 役
- グランメゾン東京 第5話（2019年11月17日、TBS）
- 恋はつづくよどこまでも 第1話（2020年1月14日、TBS）- 藤吉健吾 役[3]
- 相棒19 第8話（2020年12月2日、テレビ朝日）- 宇野健介（10歳）役
- コントが始まる 第3話・第9話・最終話（2021年5月1日・6月12日・6月19日、日本テレビ）- 真壁太一 役[4]
- 仮面ライダーリバイス 第2話（2021年9月12日、テレビ朝日）- 中学生時代の五十嵐大ニ 役
- 二月の勝者-絶対合格の教室-（2021年10月16日 - 12月18日、日本テレビ） - 上杉海斗 / 上杉陸斗 役[5]
- 光る君へ 第1話（2024年1月7日、NHK）- 師貞親王（幼少期）役
- 浅草ラスボスおばあちゃん 第3話（2025年7月19日、東海テレビ・フジテレビ） - 落書き少年 役[6]

### 映画
- 僕だけがいない街（2016年3月19日、ワーナー・ブラザース映画）
- ばあばは、だいじょうぶ（2019年5月10日、 イオンエンターテイメント、エレファントハウス）- 大和 役
- NO CALL NO LIFE（2021年3月5日）- 春川（幼少期）役
- リング・ワンダリング（2022年2月19日 - 黄太（幼少期） 役

### Web配信ドラマ
- ミス・シャーロック 第4話（2018年5月18日、Hulu） - 若杉大輝 役
- RIDER TIME 仮面ライダージオウ VS ディケイド／7人のジオウ！ chapter2 - chapter3（2021年2月14日・21日、TELASA） - 少年 役
- 悪魔とラブソング（2021年6月19日配信、Hulu）- 聖歌隊の男の子 役
- ConneXion（2021年6月25日 - 、dTV）- 赤社悠琉（幼少期）役
- 二月の勝者〜胸騒ぎの自習室〜（2021年11月20日配信、Hulu） - 上杉海斗 役[7]
- 未来世紀SHIBUYA（2021年11月26日、Hulu） - 少年グループ 役

### 吹き替え
- ホーンテッドマンション（2023年9月1日） - トラヴィス 役（チェイス・W・ディロン）[8]

### テレビ番組
- ベストアーティスト（2021年11月17日、日本テレビ） - NEWSの『未来へ』合唱（『二月の勝者-絶対合格の教室-』主要生徒キャストと共に）[9]

### CM
- LION「ソフラン」
- 住友生命「１UP」
- 江崎グリコ　ジャイアントカプリコ「ウキウキオープン」篇
- AGC「未来を支えるソザイノベーション」

### 舞台
- 劇団四季ミュージカル「バケモノの子」 少年一郎彦役[10]